# Caraúbas do Piauí
Caraúbas do Piauí é um município brasileiro do estado do Piauí. Localiza-se a uma latitude 03º28'33" sul e a uma longitude 41º50'35" oeste, estando a uma altitude de 50 metros. Sua população estimada em 2004 era de 5 315 habitantes. Possui uma área de 470,77 km². Sua distância da capital é 275 km.

## Economia
Sua economia é baseada na agricultura familiar e na produção leiteira.